# Rumnørderne
Rumnørderne er en animeret serie fra Cartoon Network, som handler om Thomas Cadle der en dag
får besøg af fem rumvæsner som hedder Dinko, Flip, Gumbers, Swanky og Scruffy, og de går i
gang med at ødelægge Thomas´ (eller Thommy fra jorden som de kalder ham) liv fuldstændigt, men selvfølgelig på den nogenlunde måde.
Rumnørderne er Cartoon Networks første computeranimerede serie.

## Danske stemmer
- Caspar Phillipson: Swankey
- Annevig Schelde Ebbe: Melba
- Donald Andersen: Dinko
- Michael Elo: Gumbers
- Søren Ydemark: Thommy
- Peter Røschke: Flip
- Nis Bank-Mikkelsen: Kaptajn Spangley
- Sasia Mølgaard: Gabby

| Fjernsyn | Spire Denne artikel om et tv-program er en spire som bør udbygges. Du er velkommen til at hjælpe Wikipedia ved at udvide den. |